# 関主税
関 主税（せき ちから、1919年1月4日 - 2000年11月1日）は、日本画家、日本芸術院会員。

## 経歴
千葉県出身。1941年東京美術学校卒。戦後日展に出品、1986年日本芸術院賞受賞。1992年日本芸術院会員。1994年勲三等瑞宝章受章。1999年日展理事長。

## 画集
- 『信濃路春秋 関主税豪華オリジナル石版画集』毎日新聞社、1982年。